# 青灰表孔珊瑚
青灰表孔珊瑚（学名：Montipora grisea）为軸孔珊瑚科表孔珊瑚屬下的一个种。